# Hadena kamburonga
Hadena kamburonga là một loài bướm đêm trong họ Noctuidae.